# Nuestra Señora de la Vida
Il galeone Nuestra Señora de la Vida andò perso per naufragio il 9 agosto 1621 nei pressi dell'Isola Verde, per un errore di navigazione del pilota.

## Storia
Il Nuestra Señora de la Vida era un galeone di Manila che, come Capitana salpò da Cavite per raggiungere Acapulco all'inizio dell'agosto 1621. La nave, con a bordo il generale capitano Fernando Centeno Maldonaldo, aveva a bordo un carico di porcellane, oro, seta, e passeggeri. Secondo le testimonianze dell'epoca il primo pilota non riuscì a navigare correttamente, e pochi giorni dopo la partenza da Manila, mentre il galeone transitava nei pressi dell'isola Verde, a Batagan, con il mare calmo, urtò una delle barriere coralline.  Questa isola si trova nel mezzo dello stretto omonimo, a circa quattro miglia dalla costa settentrionale di Mindoro e a circa tre miglia dalla costa meridionale di Luzon.  Secondo quanto riferito, la nave si incagliò sulla riva, e a causa del moto ondoso lo scafo si ruppe riversando in mare il contenuto. I passeggeri, furiosi, per il suo errore, impiccarono sommariamente il primo pilota appena giunti a terra.  Il relitto si trova sulla costa sud-occidentale di Isla Verde.
Dal 1 al 12 dicembre 1985 il Museo Nazionale delle Filippine e il team del WWF hanno svolto delle attività di scavo nel sito segnalato.  Vennero rinvenuti e recuperati diverse centinaia di frammenti di ceramica cinese blu e bianco, sparsi su una vasta area, e solo trenta pezzi intatti.  Sebbene i resti lignei della nave siano in gran parte scomparsi, la chiglia fu trovata ancora in condizioni abbastanza buone.  Era la prima volta che veniva trovata una chiglia e alcuni infissi appartenenti a un galeone spagnolo.  Il legname misurava 21 metri di lunghezza e si trova tra i 4 e i 6 metri di profondità. La chiglia era tenuta sul fondo da due enormi blocchi di concrezione.
Il blocco più grande era principalmente composto da pietre di zavorra, insieme a concrezioni coralline, mentre quello più piccolo era costituito da diverse palle di cannone circondate da un rivestimento di ferro e aggregato calcareo e unite tra loro da pietre di zavorra.  Sul lato a est della chiglia sono sopravvissute alcune parti del legno dello scafo. La chiglia e gli altri legni vennero misurati e fotografati e tutti gli altri materiali associati furono recuperati e catalogati. È stata anche scavata una trincea per determinare l'estensione del sito e i sommozzatori svolsero indagini al di fuori dell'immediato confine del sito per determinare il campo detritico.  Vennero trovate anche tracce di mercurio, usato per purificare l'argento dalla sabbia. I frammenti di porcellana cinese bianchi e blu vennero analizzati e confrontati con oggetti simili provenienti dal sito "Cour Napoleon" conservato al Museo del Louvre di Parigi, in Francia. Sulla base dei risultati comparativi, le merci imbarcate sul Nuestra Señora de la Vida  sembravano di qualità inferiore e potevano essere destinate a una clientela meno abbiente, molto probabilmente alla comune popolazione.
Considerata l'importanza archeologica della chiglia, il Museo Nazionale delle Filippine visitato nuovamente il sito nel 1986 per valutare la possibilità di recuperarla e conservarla. A questa prima visita nel seguì una seconda, per verificare le segnalazioni di visite sul sito da parte di subacquei sportivi. La chiglia era stata toccata, come evidenziato dalla presenza di tavole rotte e di frammenti di legno appena staccati.
La chiglia del galeone venne quindi recuperata nel 1990 e trasferita sull'isola di Boquete a Sabang, Puerto Galera, Mindoro Orientale dal personale della Sezione di Archeologia Subacquea guidato dal Capo sezione dottor Eusebio Dizon che era accompagnato dal conservatore del museo che ha valutato le condizioni della chiglia e ha prelevato campioni di funghi e batteri per ulteriori test di laboratorio. Una tavola che è stata rimossa dalla sua posizione originale ed esposta alle intemperie è stata trattata chimicamente. I due pezzi più grandi della chiglia vennero legati lungo il motoscafo per permetteva loro di "galleggiare" mentre la barca si muoveva verso Sabang. Una volta raggiunto il sito designato per il trasferimento, la chiglia è stata calata nel fondale sabbioso a una profondità di circa sei metri e posta sotto un enorme pezzo di corallo per fissarla.
Il galeone è apparso nel libro di Roger Cameron Manila Galleon, edito da D. Appleton-Century Company a New York nel 1936.